# Carlos Arias Navarro
Carlos Arias Navarro, 1. markýz z Arias Navarro (11. prosince 1908, Madrid – 27. listopadu 1989, Madrid) byl španělský premiér během posledních let Frankistické diktatury a začátku španělského přechodu k demokracii.
Byl politikem tvrdé linie a podpisem tisíce rozsudků smrti během zániku Španělské republiky se podílel na Bílém teroru. Později během svého premiérování byl umírněnějším vůdcem.

## Život
V době španělské občanské války byl uvězněn republikány. Osvobodili ho frankisté, ke kterým měl velmi blízko. Poté, co v roce 1937 dobyli Málagu, zastával zde funkci vojenského prokurátora. Během svého působení se podílel na udělení několika tisíc trestů smrti skutečným nebo domnělým sympatizantům republikánů. Získal tak přezdívku Řezník z Malagy.
V letech 1965 až 1973 byl starostou Madridu. Poté se stal ministrem vnitra. Po vraždě premiéra Carrera Blanca se stal 31. prosince 1973 jeho nástupcem a zároveň prvním civilistou v této funkci během frankismu. Měl podporu Francovy manželky Carmen Polo, a ministerským předsedou tak zůstal i po diktátorově smrti během přechodu země k demokracii.
Dne 1. července 1976 však král Juan Carlos I. dosáhl jeho rezignace. Poté mu udělil dědičný titul markýze a čestný titul granda. Arias Navarro byl ženatý, ale neměl žádné potomky, dědičný titul tak neměl pokračovatele. Ve funkci Navarra nahradil první demokraticky zvolený premiér po éře frankismu Adolfo Suárez.
Arias Navarro se pak stal předsedou ultrapravicového uskupení s názvem Búnker (Bunkr), které stálo v opozici proti jakýmkoli politickým a sociálním reformám.